# 与儀タンクファーム
与儀タンクファーム（よぎタンクファーム）あるいは那覇第2貯油施設は、沖縄県那覇市古波蔵・与儀・国場にあったアメリカ軍の基地。那覇港湾施設 (那覇軍港) から嘉手納飛行場をつなぐ南部のパイプライン中継地ならびに貯油施設として、1952年に土地が接収され建設された。1972年、沖縄の本土復帰前日に返還された。

## 概要
- 基地名: 那覇第2貯油施設
- 所在地: 沖縄県那覇市古波蔵、与儀、国場
- 土地の強制接収: 1952年
- 返還日: 1972年5月14日
- 返還面積: 196千m2[1]

## 与儀タンクファーム
1945年、那覇は沖縄戦後の米軍の全面占領下で、1952年まで段階的に那覇が解放されるまで立入禁止区域となっていたため、旧真和志村など周辺地域は人口密集地となった。さらに牧港住宅地区建設のため、真和志村 銘苅・安謝・天久一帯が強制接収され (銃剣とブルドーザー)、与儀周辺はさらなる過密状態となった。
住宅密集地のただなかにある大型貯油タンク群の存在は周辺住民の脅威となっており、長年の撤去運動の結果、沖縄返還の前日に駆け込み全返還された。
- 1952年、米軍基地の恒久化が図られていく中で、那覇港湾施設 (那覇軍港) から嘉手納飛行場までの航空燃料の中継地と石油貯蔵施設の建設のため与儀周辺が強制接収され、那覇第2貯油施設が建設される。
- 1970年、土地の返還を求め「与儀ガソリンタンク撤去促進協議会」が発足[3]。
- 1972年5月14日、沖縄返還 (15日) の前日に駆け込み全返還される。同年、与儀ガソリンタンクの撤去作業が開始される[3]。
- 1973年～1997年、返還跡地に「与儀地区土地区画整理事業」が適用され、現在は主に住宅用地として利用されている。
- 1986年、那覇港湾施設内の貯油施設、約206,000 ㎡が返還され、陸上自衛隊施設となる[4]。

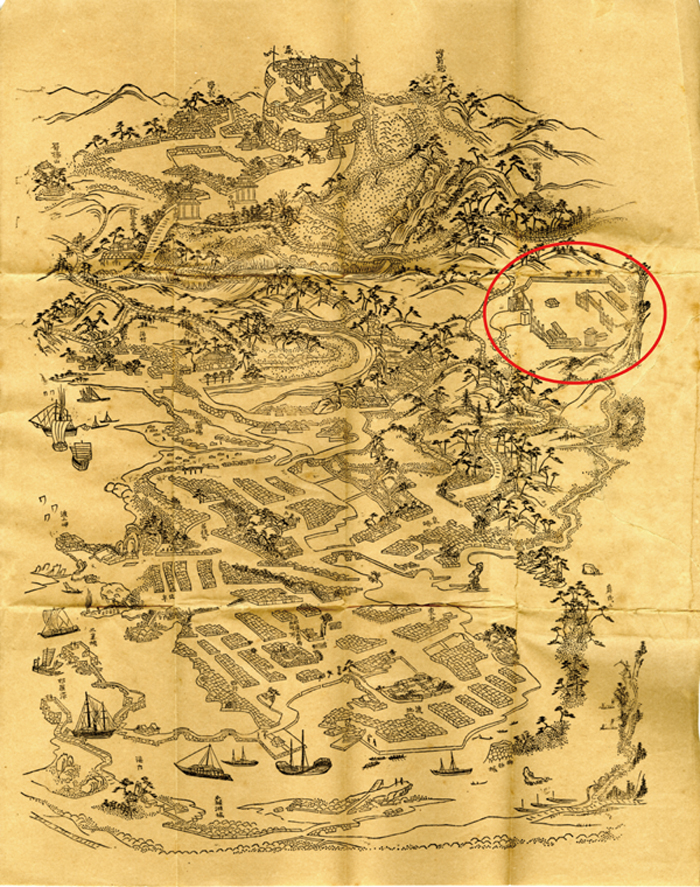
那覇港から首里城を臨む。右側の赤枠部分が古波蔵におかれた熊本鎮台沖縄分遣隊の駐屯地。(出典 沖縄県公文書館)

## 熊本鎮台分営所
与儀タンクファームは琉球を併合した明治政府が熊本鎮台 (基地) を築いた場所でもあった。そのため与儀の「タンク跡」はかつては「兵隊屋（ヒータイヤー）」とも呼ばれていた。
- 1875年 (明治8) 5月、明治政府は「藩内保護」の名目で熊本鎮台の沖縄への設置を決定し、1876年7月に熊本鎮台沖縄分遣隊を派遣した[5]。真和志間切古波蔵村周辺の6ヘクタール余りの地所を駐屯地として兵舎や練兵場を建設した。
- 1879年 (明治12年) 3月25日、「琉球処分」にともない、処分官松田道之と分遣隊400名あまりが那覇港に到着し、一連の沖縄県設置、首里城明け渡し等を断行。翌年の1880年からは、陸軍は首里城を駐屯地とし、古波蔵駐屯地は使用されなくなった[6]。1890年2月には安里村(現大道・松川)に練兵場と射的場を建設[7]。
- 1896年 (明治29年) 7月、分遣隊派遣終了後、古波蔵駐屯跡地は農事試験場用地として使用された。
- 1918年 (昭和3年)、再び 1.3ha が陸軍の基地となり、在郷軍人の演習等に使用された[6]。